# شهیدالدین احمد سلیم
شهیدالدین احمد سلیم (بنگالی: শহীদ উদ্দিন আহমেদ সেলিম؛ ح. ۱۹۵۲ – ۵ ژانویهٔ ۲۰۲۲) بازیکن فوتبال اهل بنگلادش بود.
وی همچنین در تیم‌های ملی فوتبال زیر ۲۰ سال و بنگلادش بازی کرده است.